# Castelo de Fénis
O Castelo de Fénis é uma antiga fortificação localizada na comuna de Fénis, na região italiana do Vale de Aosta.

## História
A origem do castelo é desconhecida. Não há citação do castelo até o ano de 1242, quando o castelo se torna propriedade de Godfrey de Challant. Neste período, o castelo possuía a edificação central, a torre quadrada ao sul e um muro simples.
Nos anos de 1340, já propriedade de Aimão de Challant, o castelo passa por diversas ampliações, tomando a forma de um pentágono irregular. Na parede exterior, foi construída a torre oriental, a torre cilíndrica a noroeste, o torreão ocidental, e três torres penduradasː uma no canto sudoeste, uma no canto sudeste e outra no canto nordeste.
Em 1393, Bonifácio I, filho herdeiro de Aimão, começa a transformar a fortaleza em um local mais apropriado para uma residência nobre, modernizando a lareira e luminárias, remodelando e decorando os salões com afrescos e pinturas. Construiu o porão, a prisão e a capela, construiu a escadaria do pátio interno e instalou as varandas, nivelou os pisos e refez todos os telhados.
No ano de 1426, Bonifácio II herda o castelo. Enquanto sua propriedade, contrata Giacomino da Ivrea para dar continuidade nas pinturas decorativas do pátio. Bonifácio II falece em 1469, e seu filho Aimão II herda o castelo, até sua morte em 1486. Por não ter herdeiros, o castelo passa a ser propriedade do sobrinho de Aimão II, Umberto Guilherme, até a sua morte em 1513. Entre os séculos XVI e XVIII, o castelo passa por diversos proprietários. Nos anos de 1800, foi utilizado como fazenda, com armazém para a colheita e abrigo de animais.
No dia 3 de setembro de 1895, Alfredo d'Andrade, Diretor do Escritório de Conservação de Monumentos, em nome do Estado, compra o castelo do cônsul Giuseppe Rosset, que só é realmente efetivada em 3 de setembro de 1897. As obras de intervenção urgente iniciaram, chefiadas por D'Andrade, que se aposenta e passe a ser chefiado por Seglie, que finaliza as obras em 30 de junho de 1920.
Entre os anos de 1936 e 1942, o Ministério da Educação Nacional restaura o castelo sob o comando do arquiteto Vittorio Mesturino, que adiciona paredes duplas. E o castelo ganha o título de Monumento Nacional.

## Arquitetura
O castelo possui planta pentagonal irregular, três pavimentos e cobertura com telhado em placas de pedra. É cercado por parede dupla e torres de vigia que eram conectadas por uma passarela pelo lado interno da fortificação. As paredes exteriores e a entrada atual são originárias das intervenções de 1936. O pavimento térreo era destinado às áreas de serviços. O primeiro pavimento era destinado a residência dos nobres e o segundo pavimento era destinado aos quartos dos hóspedes e criados. A prisão possuía duas celas, uma para pessoas que cometiam crimes graves e outra para quem cometia crimes leves. No pátio externo, havia um estábulo e um celeiro.

### Pavimento térreo

Planta do pavimento térreo.

1 - O pátio interno possui decoração em estilo gótico de 1415. Há uma escada semicircular com afresco de São Jorge, matando o dragão e salvando uma princesa; e uma varanda de madeira, nos dois pavimentos superiores, com pinturas na parede de sábios com pergaminhos escritos em francês antigo. E próximo a saída há uma pintura de São Cristóvão e da Anunciação, feitos por Giacomino da Ivrea.
2 - Atualmente é a sala das armas, antigamente conhecido como Grande Salle Basse, que era ocupada pela guarda e pelo arsenal.
3 - O Chambre Basse foi construído entre os anos de 1393 e 1395. Em 1936, passou a ser a sala de jantar. Na cozinha, anexa à sala de jantar, há uma grande lareira, construída no século XVI. Ainda há o depósito adjacente a cozinha, o Place Perdue adjacente ao depósito e a cisterna.

### Primeiro pavimento
4 - Gabinete da Chambre des Tolles.
5 - Chambre des Tolles.

Planta do primeiro pavimento.

6 - Atualmente chamado de Tribunal, antigamente conhecido como Poelle (sala aquecida). Na lareira há um afresco com a representação das virtudes cardeais Prudência, Fortaleza, Justiça, Temperança; com destaque para a Justiça, e o brasão de armas de Emanuele Filiberto di Savoia ou de seu sucessor Carlo Emanuele I.
7 - Cozinha superior com uma pia e grande lareira.
8 - Antigamente conhecido como Chambre blanche, em 1936 passou a ser chamado de Quarto do Barão. Possui uma lareira de pedra com o brasão de armas dos Challant.
9 - Capela e da sala da capela, anteriormente, eram separadas por uma divisória de madeira, onde a capela se situava-se do lado leste do cômodo. Atualmente não há mais a divisória. No lado onde era destinado a capela, há pinturas religiosas, nas paredes laterais, retratando apóstolos e santos, e pintura da Crucificação e da Madonna di Misericordia com seu manto sobre vários integrantes da família Challant, na parede atrás do altar.

## Galeria de fotos

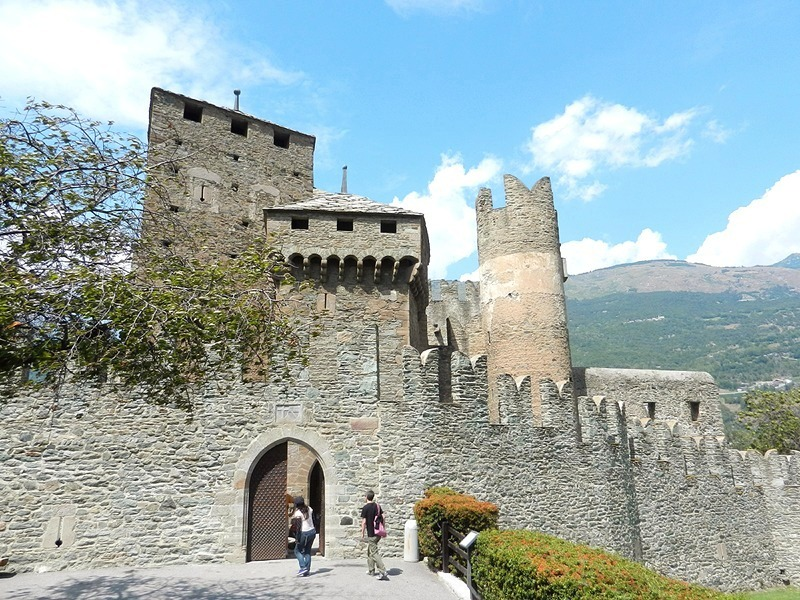
Entrada
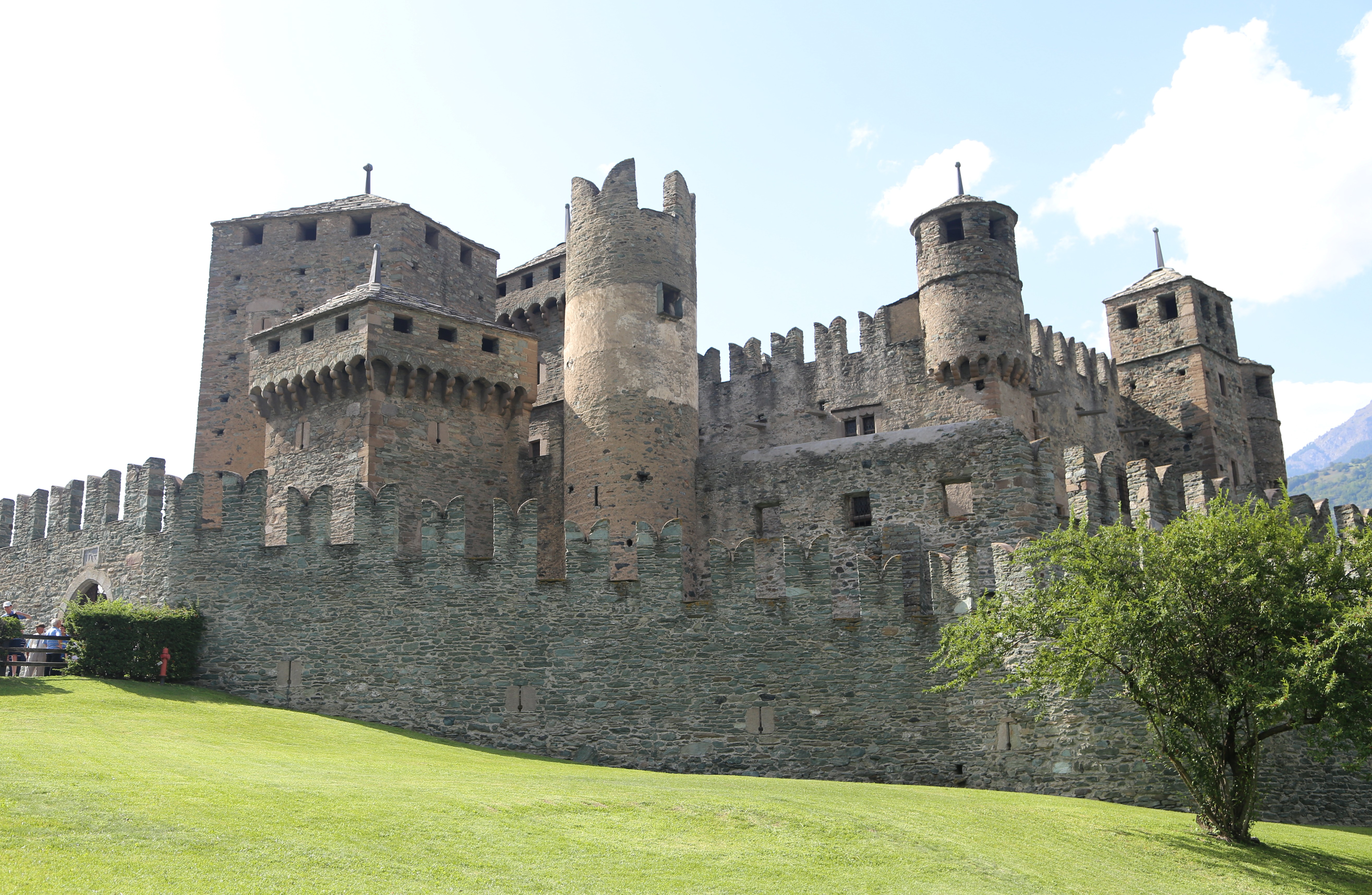
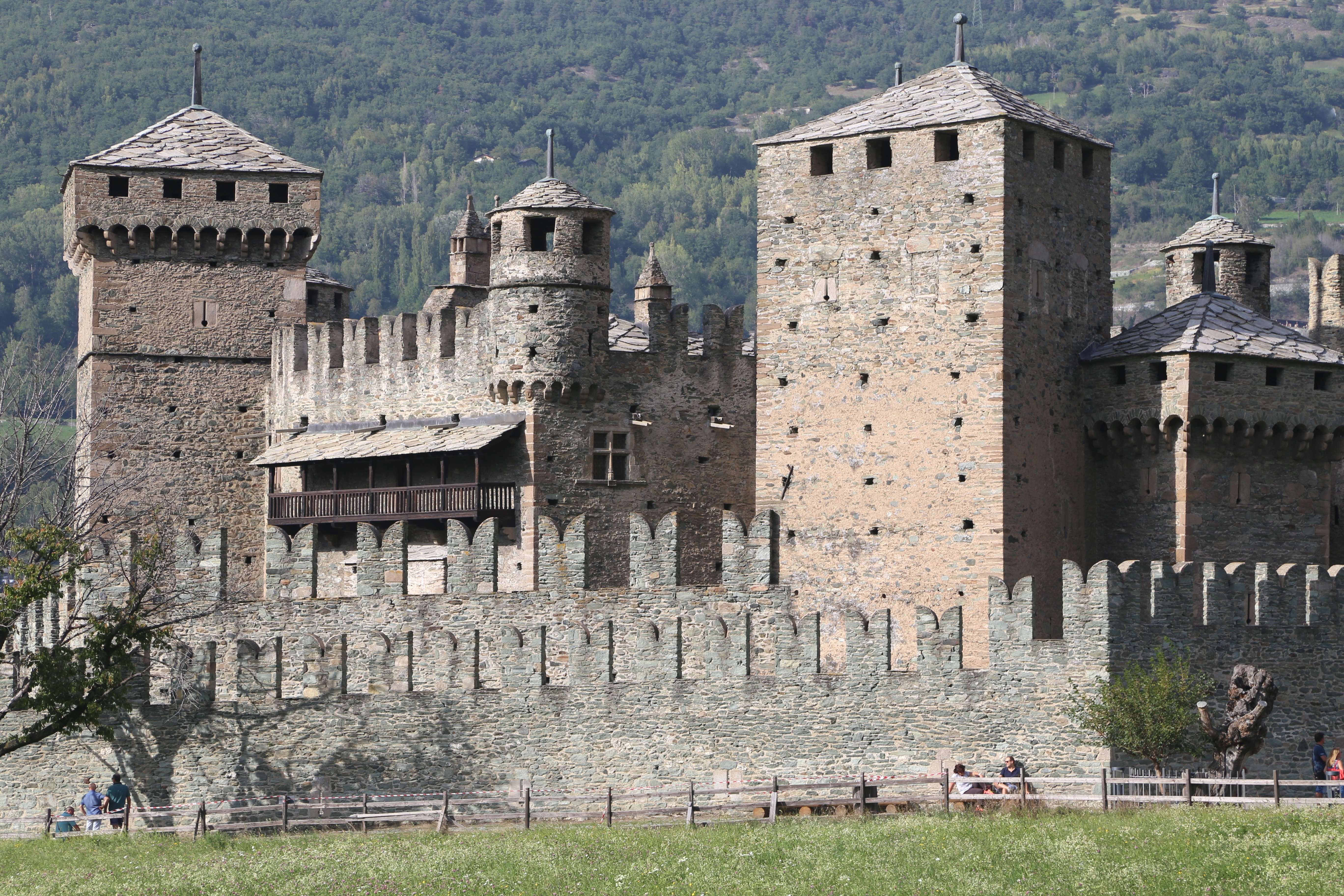
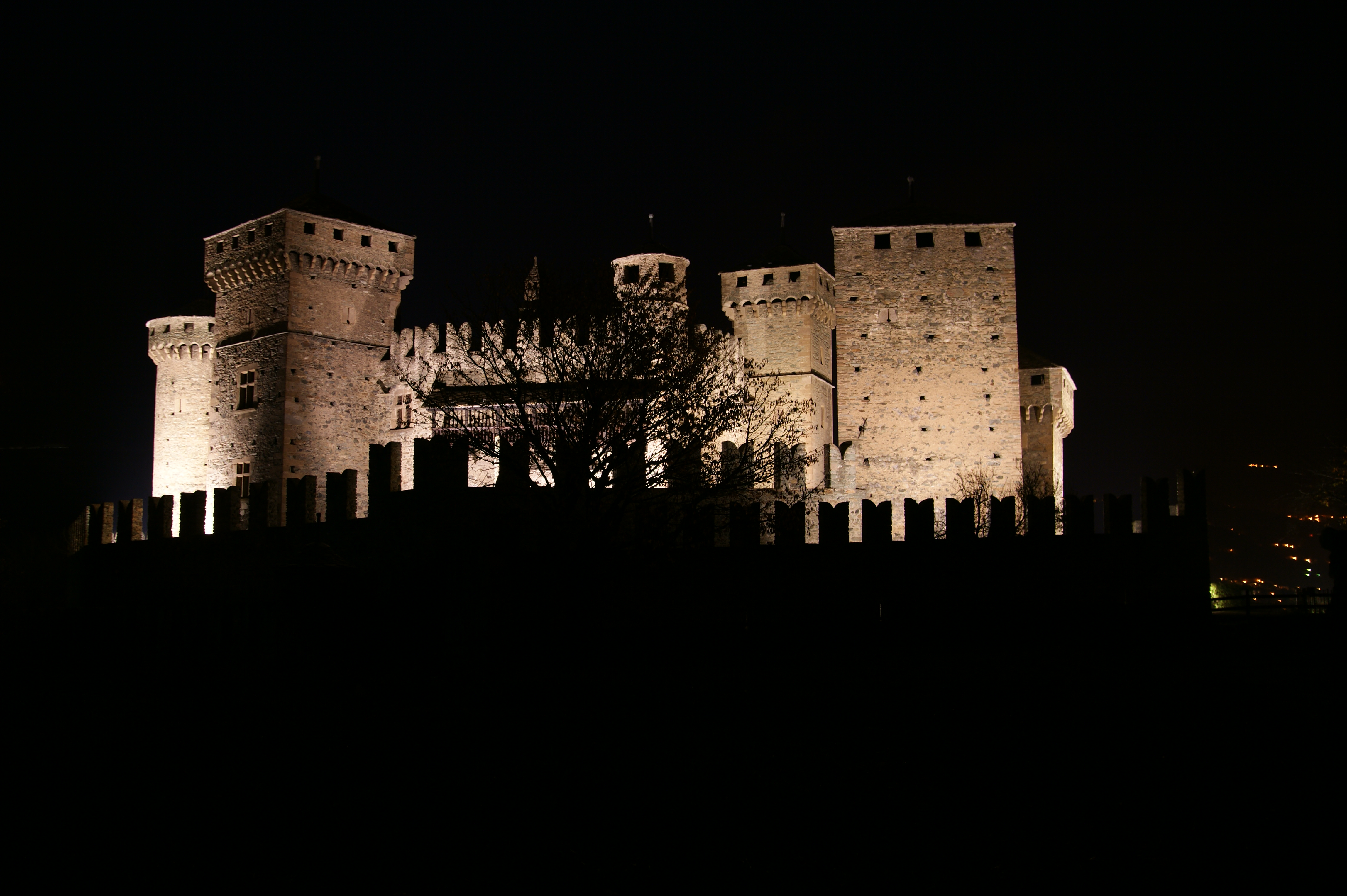
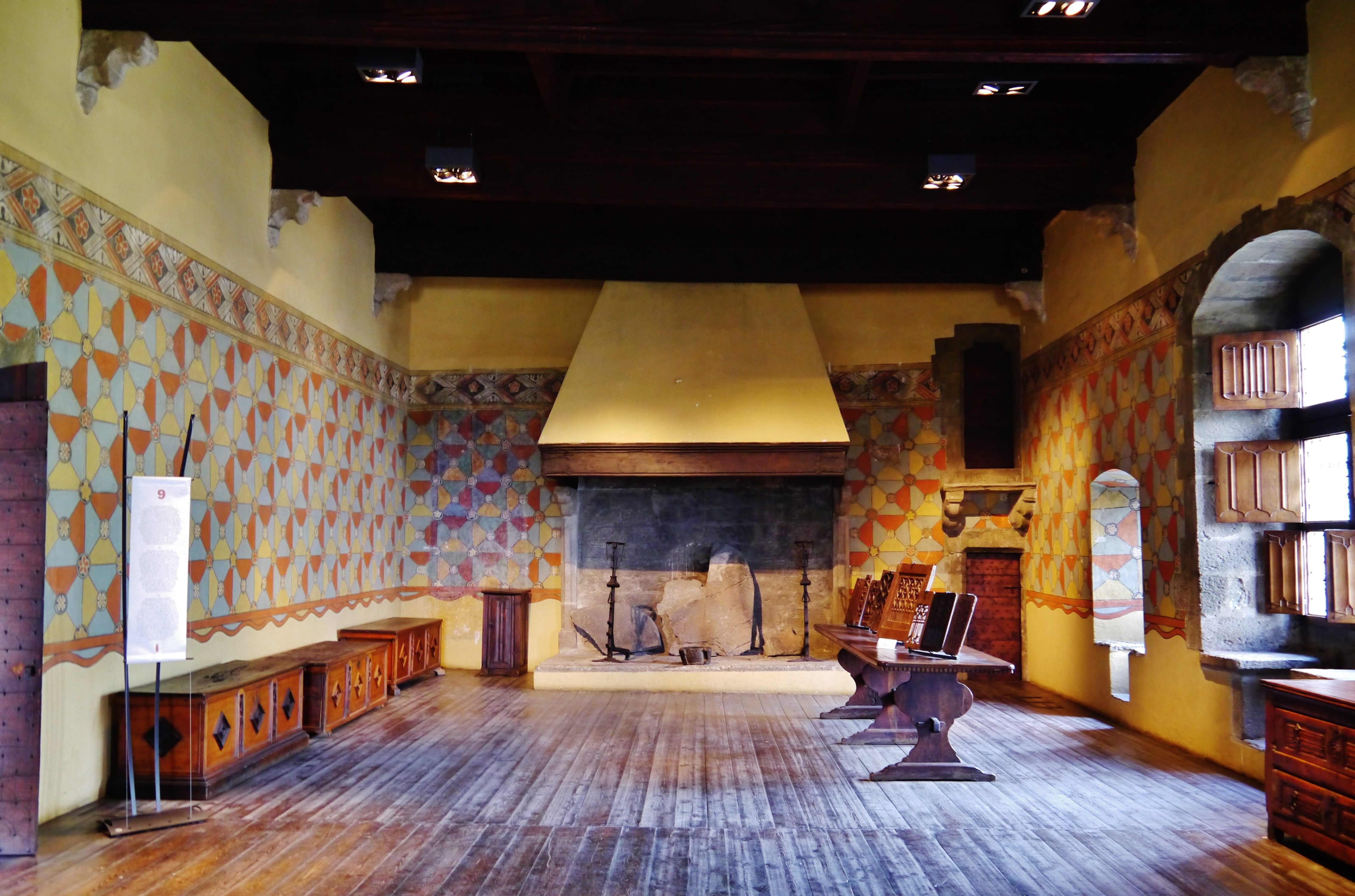
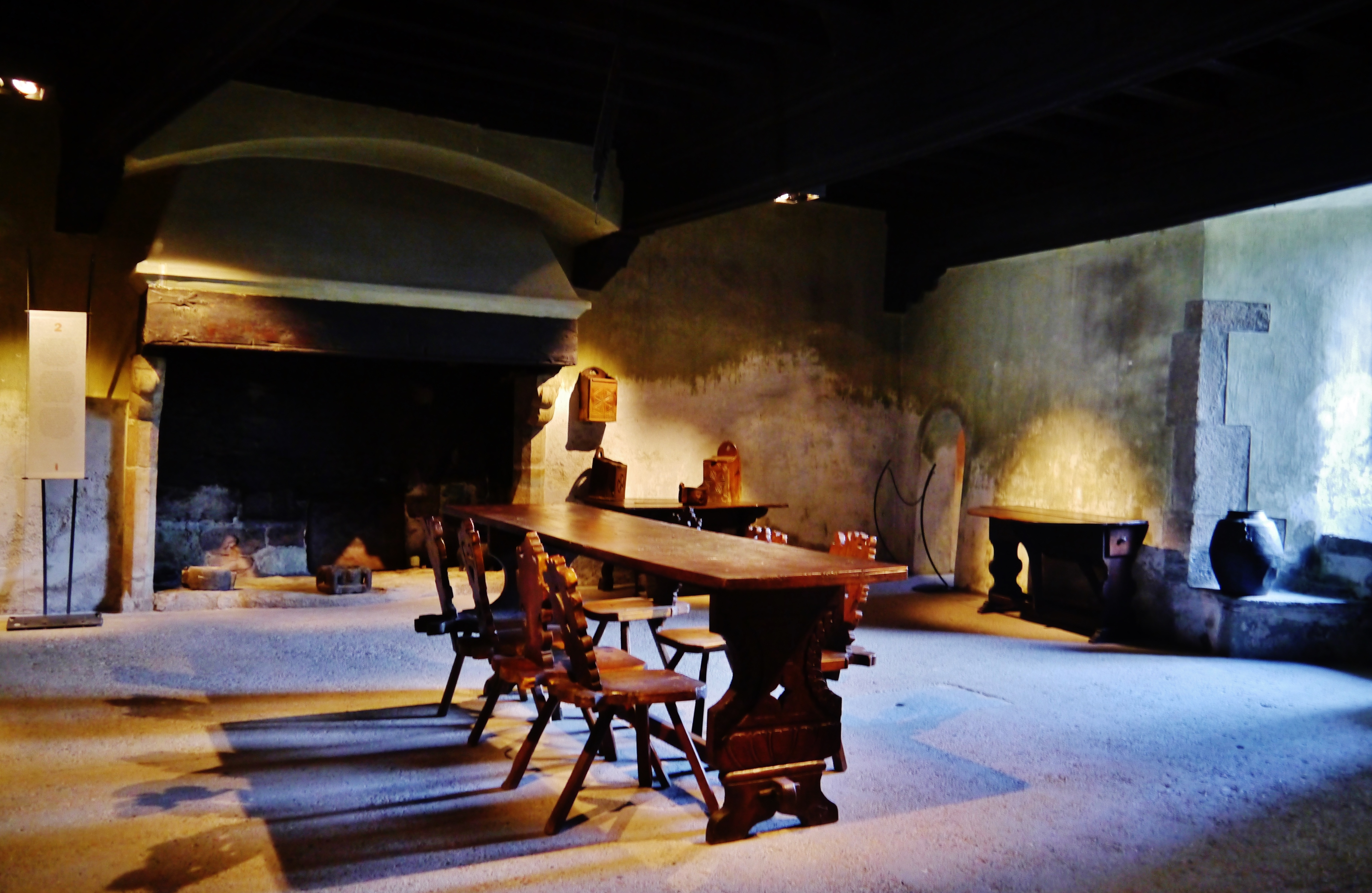
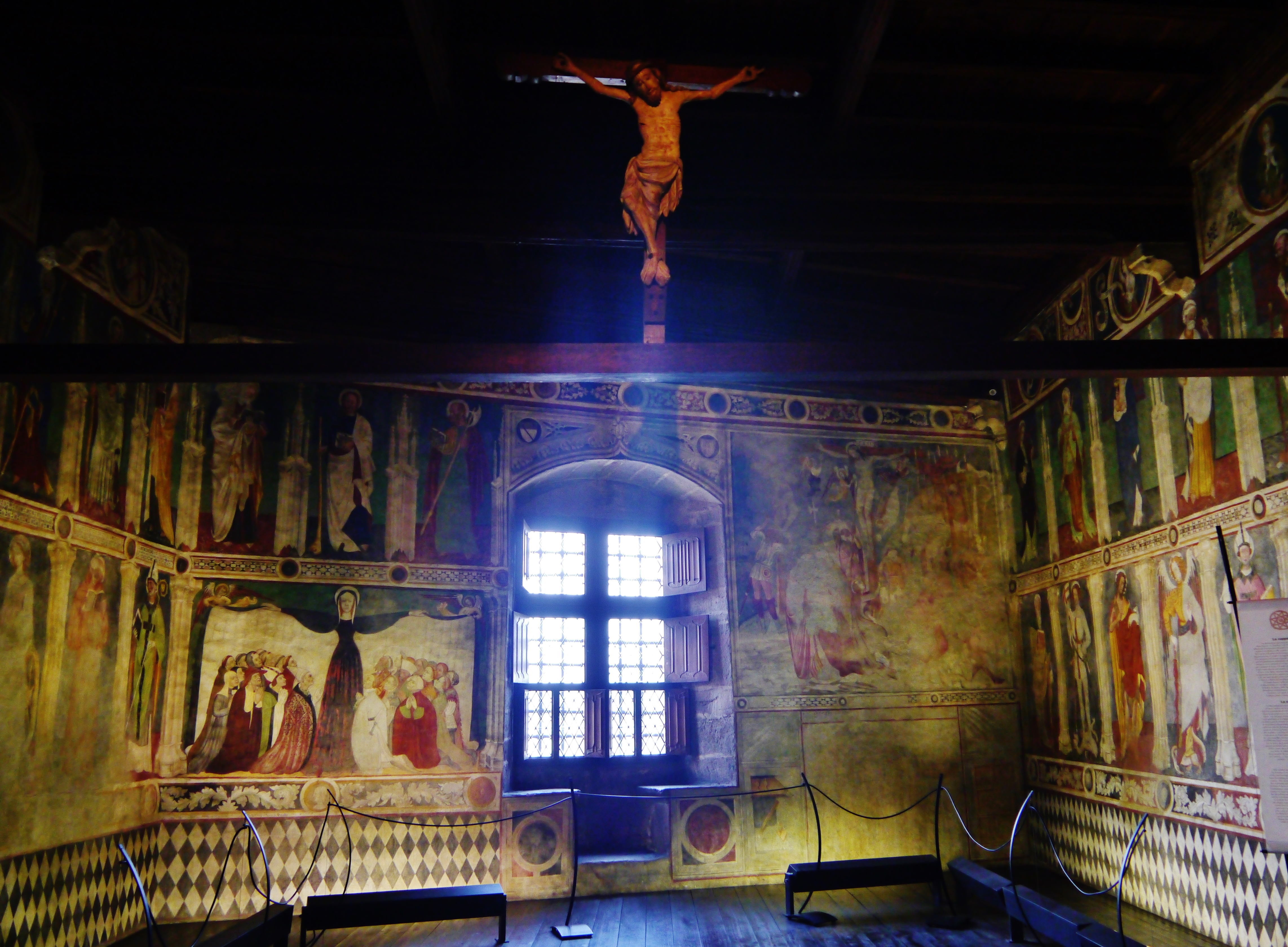
Capela
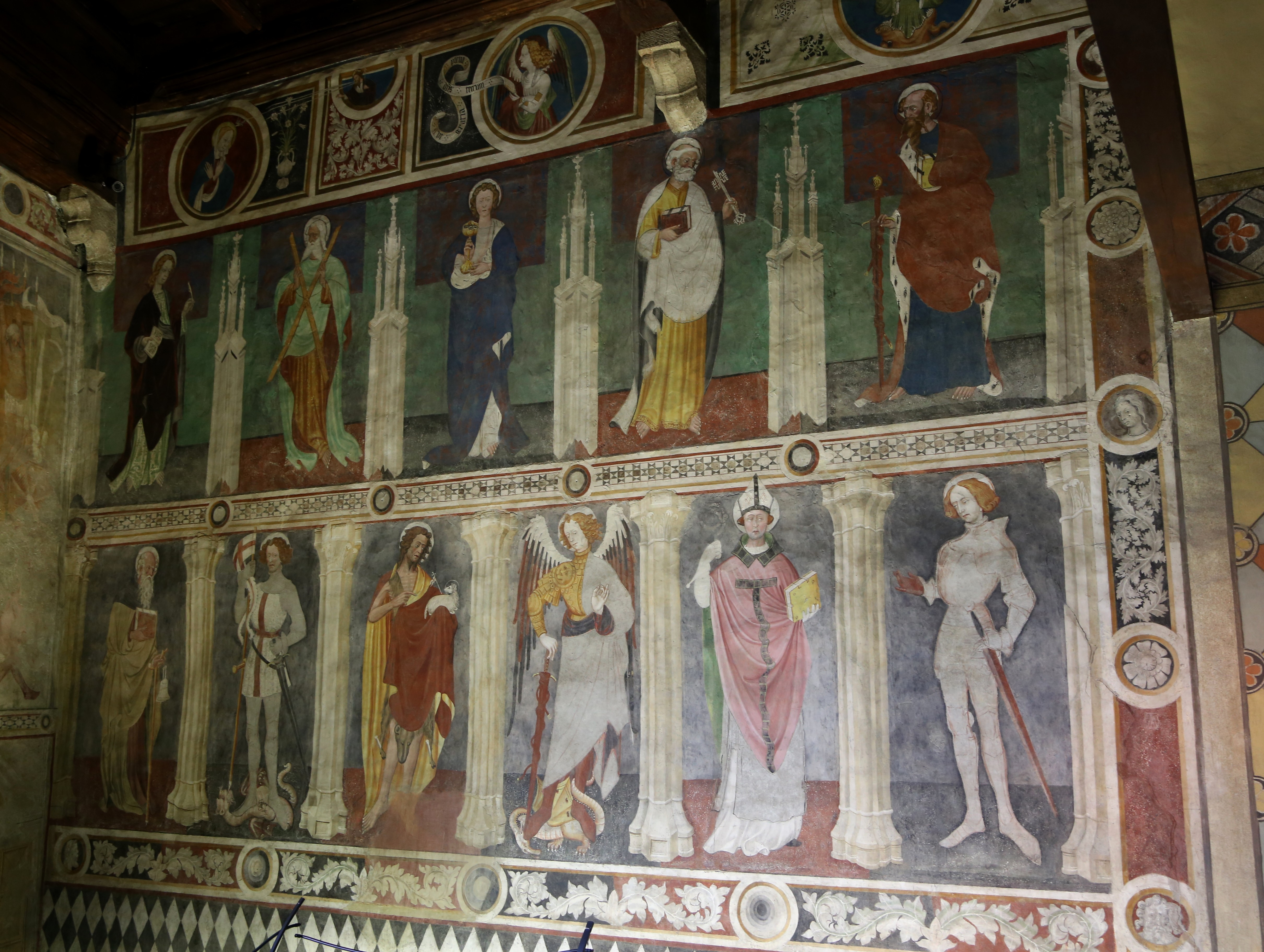
Pintura de santos e apóstolos. Capela
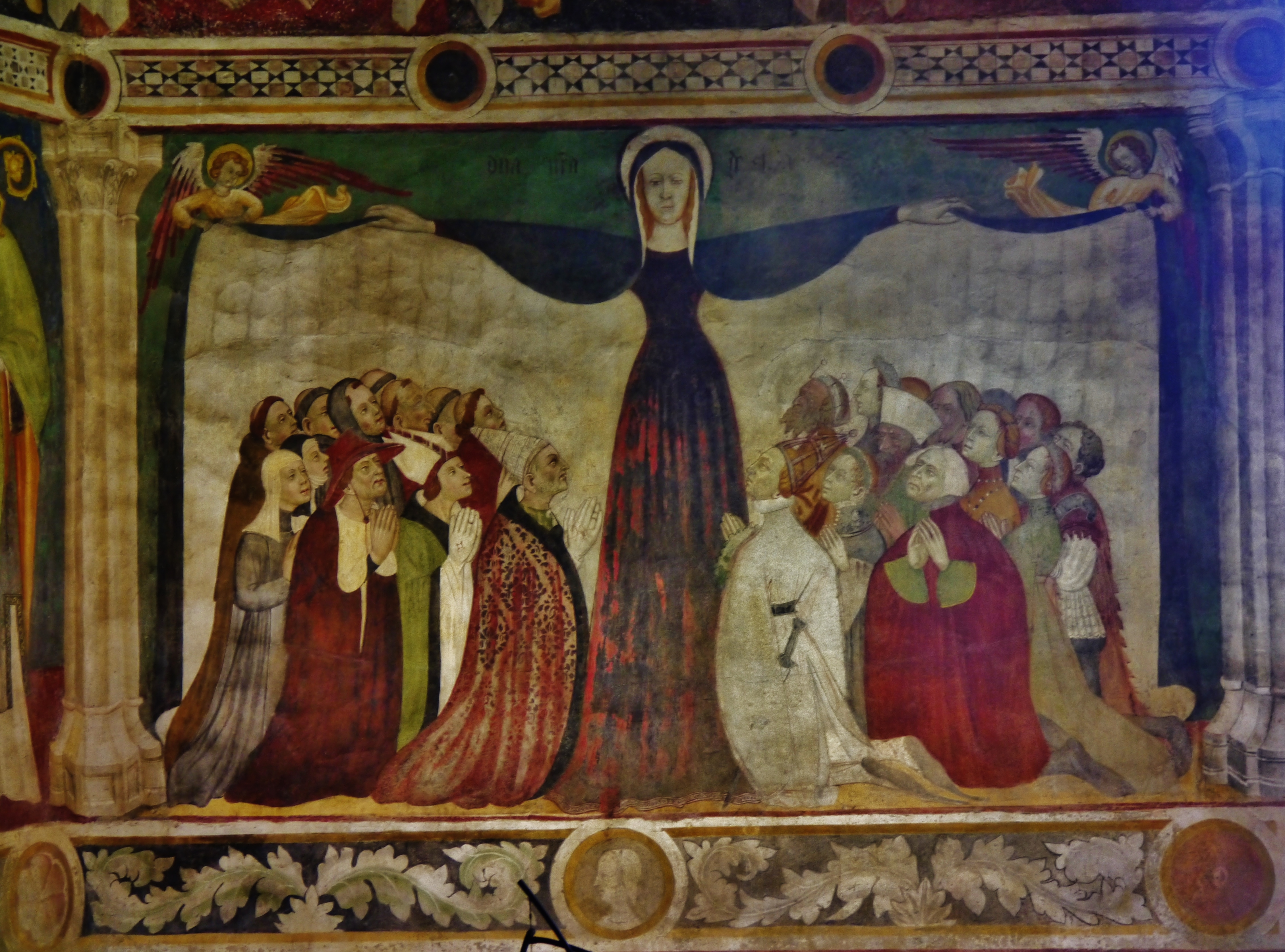
Pintura de Madonna di Misericordia. Capela.
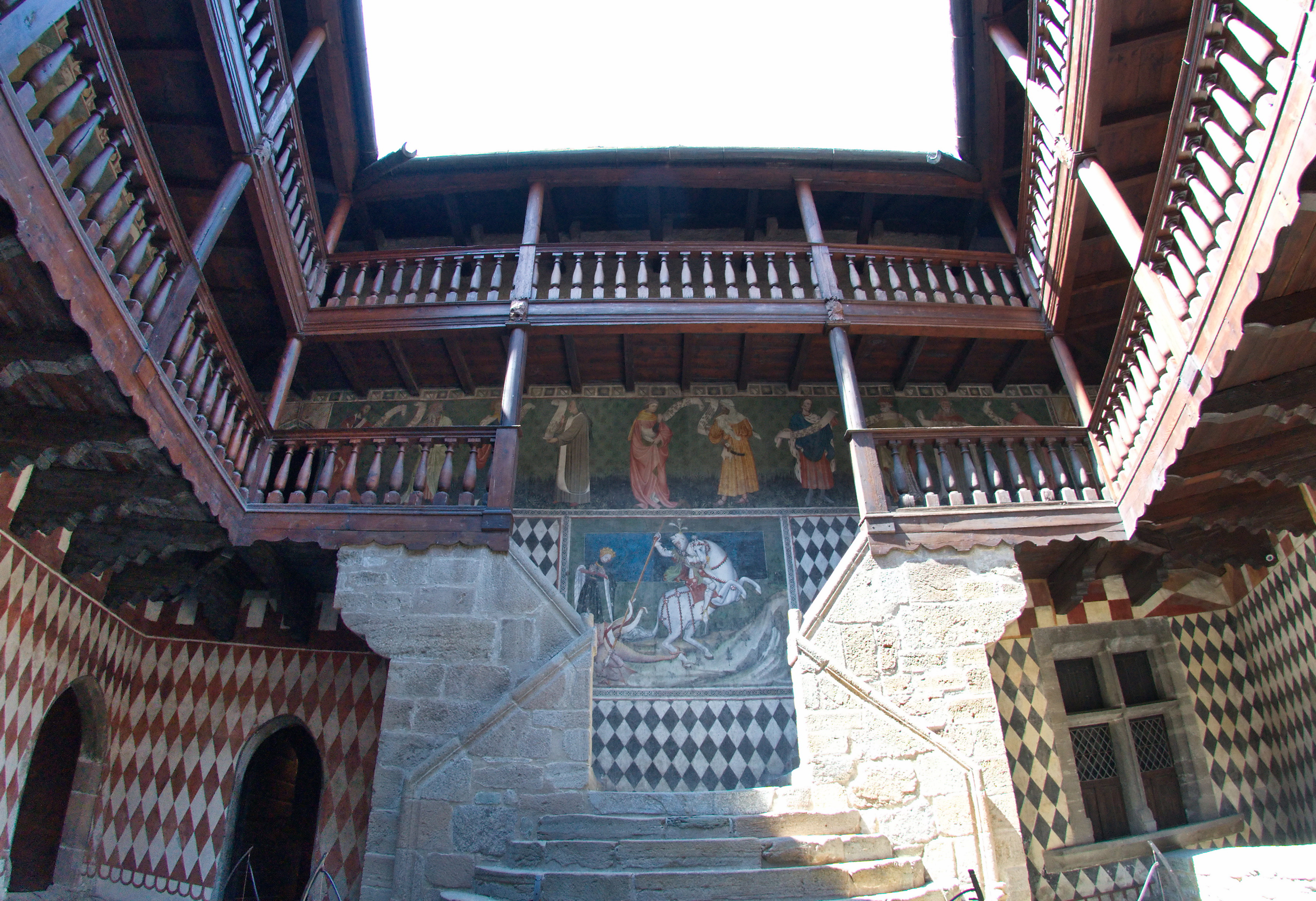
Pátio interno
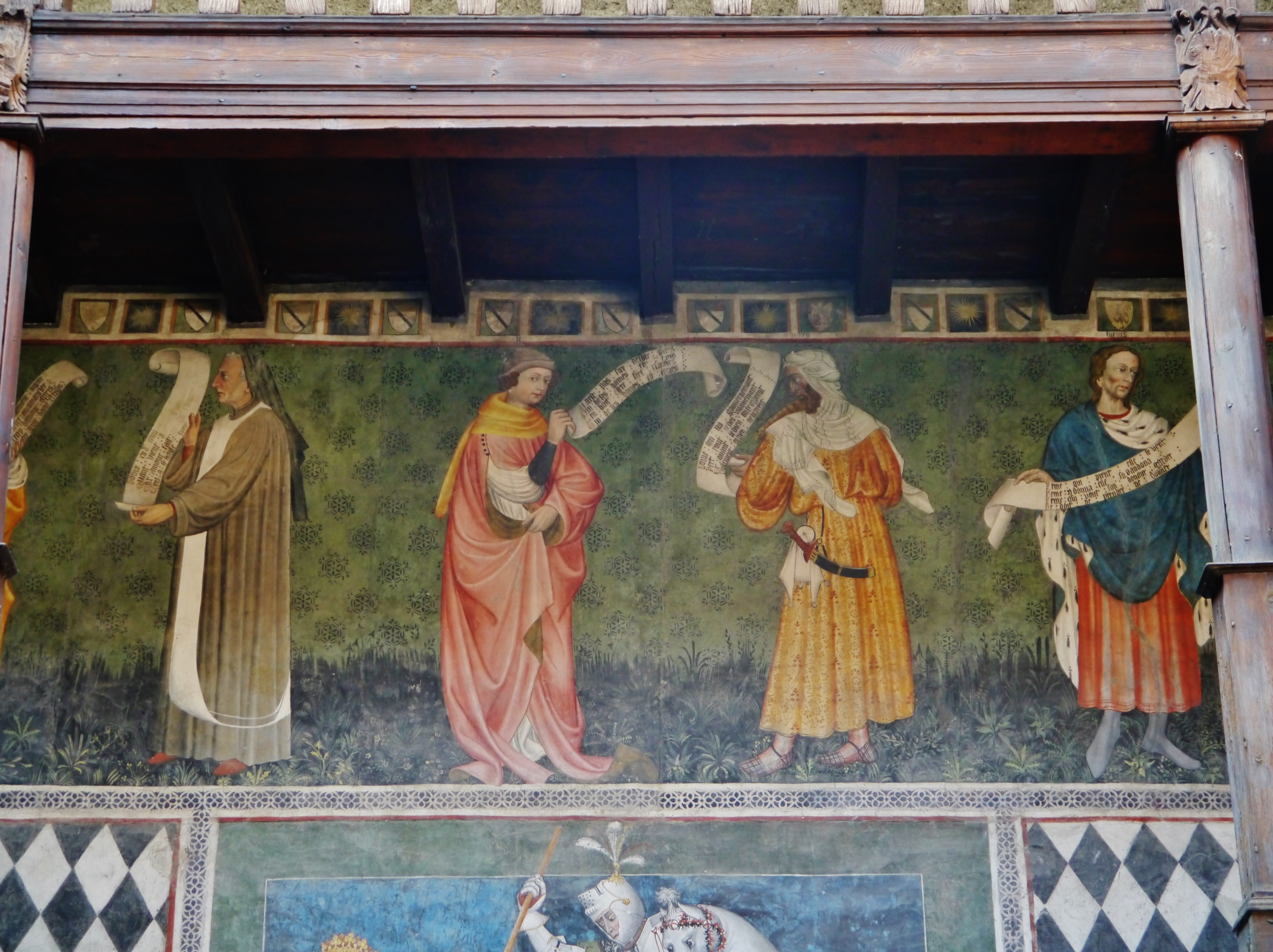
Pinturas de sábios com pergaminhos. Varanda no pátio interno.
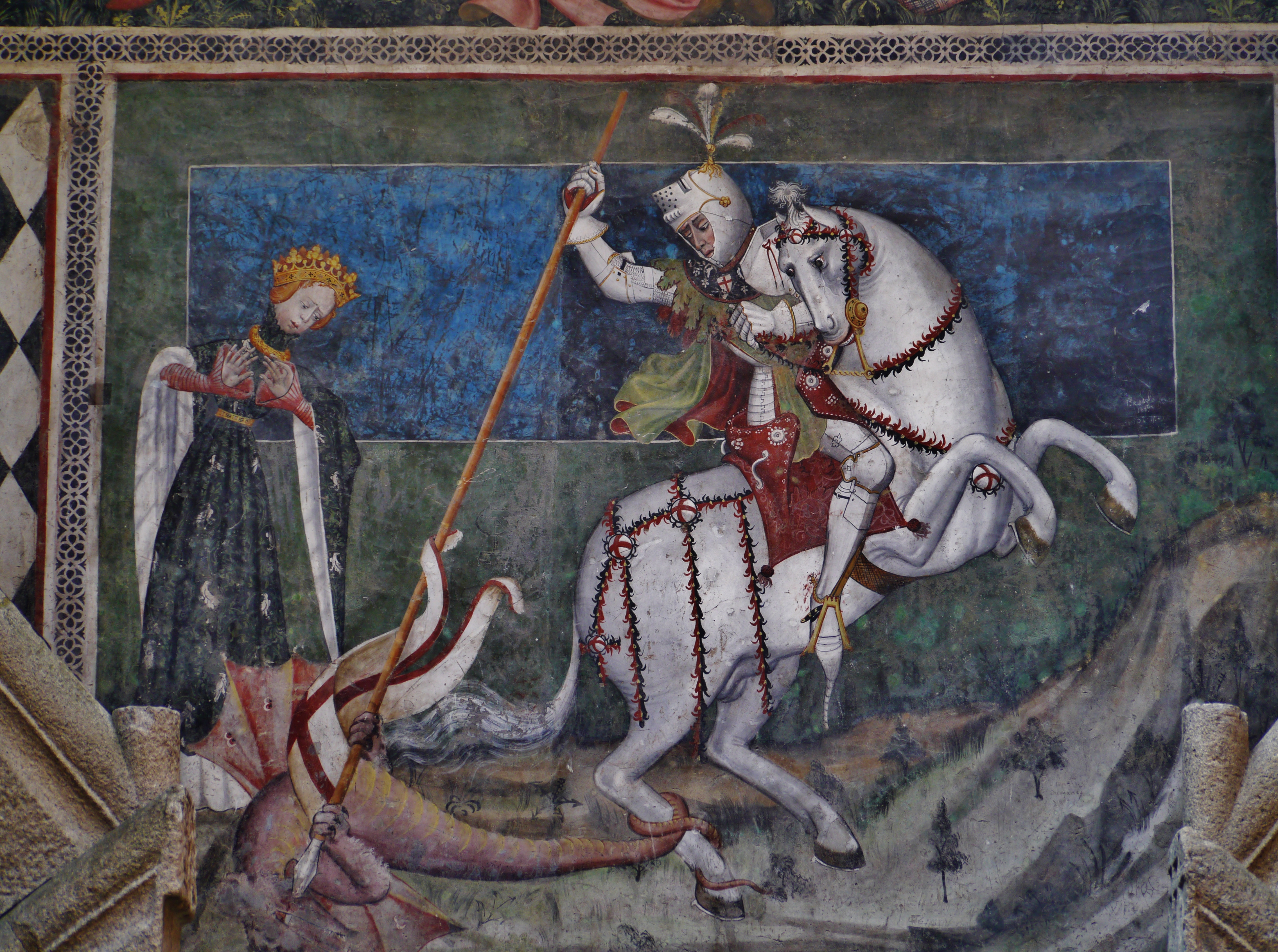
Afresco de São Jorge. Pátio interno.